# Walter Adolf Langleist
Walter Adolf Langleist (ur. 5 sierpnia 1893 w Dreźnie, zm. 28 maja 1946 w Landsbergu) – zbrodniarz hitlerowski, jeden z funkcjonariuszy SS w obozach koncentracyjnych oraz SS-Oberführer.

## Życiorys
Członek NSDAP (nr legitymacji partyjnej 352801) i SS (nr identyfikacyjny 8980), w latach 1935–1945 był dowódcą regionalnych jednostek SS w Magdeburgu, Stettin (obecnie Szczecin w Polsce) i Münster. Pełnił także służbę w hitlerowskich obozach koncentracyjnych. Karierę obozową rozpoczął w Buchenwaldzie (przebywał tam od czerwca 1941 do kwietnia 1942 roku). Następnie Langleist dowodził kompanią wartowniczą w Majdanku w latach 1942–1943. Przez krótki okres był również członkiem komendantury KL Warschau. Później przeniesiono go w sierpniu 1943 roku do Dachau, gdzie powołano go na stanowisko dowódcy oddziałów wartowniczych. Wreszcie w maju 1944 roku został komendantem podobozów KL Dachau – Kaufering i Mühldorf. Funkcję tę pełnił do maja 1945 roku.
Langleist został osądzony w procesie załogi Dachau przed amerykańskim Trybunałem Wojskowym i skazany za zbrodnie popełnione w podobozie Kaufering na śmierć przez powieszenie. Wyrok wykonano 28 maja 1946 roku w więzieniu Landsberg.